# Formica fuscocinerea
Formica fuscocinerea é uma espécie de formiga do gênero Formica, pertencente à subfamília Formicinae.